# واندا مكاي
واندا مكاي (بالإنجليزية: Wanda McKay) هي عارضة وممثلة أمريكية، ولدت في 22 يونيو 1915 ببورتلاند في الولايات المتحدة، وتوفيت في 11 أبريل 1996 برانتشو ميراج في الولايات المتحدة.

## وصلات خارجية
- واندا مكاي على موقع IMDb (الإنجليزية)
- واندا مكاي على موقع ألو سيني (الفرنسية)
- واندا مكاي على موقع أول موفي (الإنجليزية)
- واندا مكاي على موقع قاعدة بيانات الأفلام السويدية (السويدية)
- واندا مكاي على موقع قاعدة بيانات الفيلم (الإنجليزية)
- واندا مكاي على موقع كينوبويسك (الروسية)